# Ashta (Maharashtra)
Ashta és una ciutat i municipi de Maharashtra, a la taluka de Walwa (Islampur), districte de Sangli. Té 33.190 habitants (cens de 2001) que eren 12.409 habitants el 1901, i es troba a la riba dreta del Kistna.
Fou declarada municipi el 1853.